# Старі Мати
Старі Мати́ (рос. Старые Маты, башк. Иҫке Маты) — село у складі Бакалинського району Башкортостану, Росія. Адміністративний центр Староматинської сільської ради.
Населення — 975 осіб (2010; 1184 у 2002).
Національний склад:
- татари — 32 %